# Federico Bianchini
Federico Bianchini (Buenos Aires, 21 de agosto de 1982) es un escritor y periodista argentino. Trabajó como redactor de los diarios Clarín y La Razón y fue editor de la revista Anfibia. Publicó en los diarios Página 12, La Nación, Perfil y en diversas revistas argentinas (Brando, La Nación Revista, Viva) y extranjeras como la española El país semanal del diario El País, las mexicanas Gatopardo y Letras Libres, la peruana Etiqueta Negra, la francesa Courrier International, entre otras. Publicó tres libros de no ficción y un libro de cuentos y fue galardonado con el premio Don Quijote Rey de España, que entrega la Agencia EFE.

## Biografía
Además de sus actividades como periodista y escritor, es coordinador del Diplomado Online de Periodismo Narrativo y del Diplomado Online de Edición en la Universidad de Periodismo Portátil dirigida por el periodista chileno Juan Pablo Meneses.

## Obras
- Personajes secundarios (El bien del sauce, 2018)[1]
- Cuerpos al límite (Aguilar/Penguin Random House, 2017)[2]
- Antártida: 25 días encerrado en el hielo (Tusquets, Planeta, 2016)[3]
- Desafiar al cuerpo (Aguilar/Penguin Random House, 2014)[4]
- Tu nombre no es tu nombre (Libros del K.O., 2023)[5]

## Premios y reconocimientos
- 2010, noviembre. Primer premio en el Concurso Internacional de crónicas inéditas en español Las Nuevas Plumas. Organizado por la Universidad Portátil y la Universidad de Guadalajara (UDG). El jurado que falló por unanimidad estuvo integrado por los escritores Juan Villoro, Julio Villanueva Chang y Juan Pablo Meneses.[6]
- 2012. IX Premio Don Quijote de Periodismo, dentro de los Premios Internacionales de Periodismo Rey de España, por el artículo El supremo anfibio, publicado en la revista digital Anfibia, sobre el juez de la Corte Suprema de Argentina, Raúl Zaffaroni.[7]
- 2016. Beca Michael Jacobs, otorgado por la Fundación Gabo, para el proyecto del libro "Antártida: 25 días encerrado en el hielo".[8]
- 2018, septiembre. Su libro Antártida: 25 días encerrado en el hielo fue declarado de Interés Cultural por el Congreso de la Nación Argentina.[9]
- 2021. Premio Estímulo a la Creación y Producción de Artes Escénicas por Antártida, su crónica llevada al teatro en conjunto con la actriz y directora escénica Analía Fedra García. Premio creado por el Ministerio de Cultura de Buenos Aires, por medio del Complejo Teatral de Buenos Aires, y el Banco Ciudad.[10][11]